# 宇治正高
宇治 正高（うじ まさたか、1967年11月21日 - ）は、日本の元アイドル、元俳優。1980年代にジャニーズ事務所に所属し、ジャニーズJr.内ユニット・イーグルスのメンバーとしてレコードデビュー。その他、数多くのテレビドラマでも活躍した。愛称はマーチン。東京都品川区出身。息子は俳優の宇治清高。

## ジャニーズ時代の参加ユニット
- ジャPAニーズ・ジュニア
- 少年隊Jr
- イーグルス

## 人物・来歴
- 1982年6月、TBSのテレビドラマ『おはよう24時間』で俳優デビュー。
- 1983年3月25日、ジャニーズJr.内ユニット「イーグルス」のメンバーとして、『走れ!ゴーインBOY』でレコードデビュー。

## 主な出演作品

### テレビドラマ
- おはよう24時間 （1982年6月3日 - 9月30日、TBS） - 学 役
- 月曜ドラマランド （フジテレビ）
  - 『どっきり双子先生・乙女学園男子部』 （シリーズ全8話、1983年11月14日 - 1984年3月19日）
  - 『乙女学園すみれ寮』 （シリーズ全4話、1984年4月23日 - 9月10日）
  - 『少年隊のただいま放課後スペシャル』 （1984年6月4日）
  - 『藤子不二雄の夢カメラ』 第1話「不思議少女・サヨコ」 （1986年3月3日）
  - 『藤子不二雄の夢カメラ』 第2話「さ・よ・な・らジゴロ」 （1987年3月2日）
  - 『タッチ』 （1987年6月1日）
- たみちゃん（新コント55号）欽ちゃんファミリーとなる （1984年、テレビ朝日）
- 金曜日の妻たちへII 男たちよ、元気かい? （1984年7月6日 - 10月5日、TBS） - 藤井勝志 役（田中好子の弟役）
- 危険なふたり(2) （1985年4月10日、TBS）
- 気になるあいつ（1985年8月 - 12月、日本テレビ） - 相沢 役（主役2話）
- オレの妹急上昇 （1987年11月16日 - 1988年3月21日、フジテレビ） - 内田英二 役
- オトコだろッ! （1988年7月21日 - 9月22日、フジテレビ）- 田所学 役
- 特救指令ソルブレイン（1991年4月28日、テレビ朝日） - 田口 役

### テレビアニメ
- イーグルサム （TBS系列、1983年4月7日（木） - 1984年3月27日（木）、全51話）

### バラエティー番組
- ザ・ヤングベストテン（テレビ東京）
- レッツGOアイドル （1982年 -1986年 、テレビ東京）
- ヤンヤン歌うスタジオ マッチの青春アウトロー、テレビ東京）

### 映画
- ハイティーン・ブギ （1982年、東宝）- バンドのメンバー 役
- Love Forever （1983年、東宝）
- あいつとララバイ （1983年、東宝）- バスケ部員 役
- 夜叉 （1985年、東宝） - 長男のヒデオ 役
- 自由な女神たち （1987年、松竹） - 「草津芸能社」の社員役（松坂慶子、桃井かおりのマネージャー役）

### 舞台・ミュージカル
- ミュージカル・アドベンチャー『ザ・サスケ』／ヒット・パレード （1985年4月 - 5月、梅田コマ劇場）
- ラ・カージュ・オ・フォール （1986年7月4日 - 8月31日、帝国劇場・東宝ミュージカル） - エルキュール役。川崎麻世と共演。
- 坂東玉三郎『ガラスの仮面』 （1988年8月3日 - 8月27日、新橋演舞場） - 劇団オンディーヌの小川役。川崎麻世、木暮毅と共演。
- 坂東玉三郎演出ロミオとジュリエット（サンシャイン劇場）